# Nora Dumas
Pour les articles homonymes, voir Dumas.
Nora Dumas, née Nóra Telkes en 1890 à Budapest, en Hongrie, et morte le 23 mai 1979 à Genthod, en Suisse, est une photographe humaniste hongroise.

## Biographie

### Famille
Nóra Telkes est la dixième et dernière enfant de ses parents. Son père, né Simon Rubin et de confession juive, a changé son nom en Telkes après sa conversion au christianisme en 1881. En 1907, l'empereur François-Joseph accorde un titre de noblesse à la famille Telkes qui est dès lors autorisée à s'appeler Telkes de Kelenföld ou Kelenföldi.
Nóra Telkes quitte Budapest en 1913 pour s’installer avec une de ses sœurs à Paris. Au début de la Première Guerre mondiale, parce qu’elle est de nationalité hongroise, elle est internée dans un camp. En 1915, elle embarque sur le paquebot S.S. Oscar II à Copenhague et émigre aux États Unis. 

### Carrière de photographe
Elle devient, en 1930, l’assistante de sa compatriote Ergy Landau, avec qui elle réalisera des photos de nu du modèle Assia. Après s’être intéressée à la photographie animalière et publicitaire, Nora Dumas va consacrer la plus grande partie de son œuvre à la vie quotidienne de la paysannerie française, que les progrès techniques vont inexorablement transformer.
Ses photos, réalisées à l’aide d’un Rolleiflex dès 1928, proposent des angles inédits (plongée, contre-plongée, vision latérale), structurant et fragmentant le cliché par des diagonales dynamiques et des cadrages en plan rapproché qui s’inscrivent dans le courant de la Nouvelle Vision photographique.
En 1930, elle participe à l’exposition internationale Das Lichtbild à Munich, aux côtés de Florence Henri, René Zuber, Germaine Krull, Ergy Landau et de François Kollar. Avec Brassaï, Ergy Landau et André Kertész, Nora Dumas contribue à mettre en place les grandes lignes de la photographie humaniste qui connaîtra ses grandes heures après-guerre.
Elle entre à l’agence Rapho, fondée par Charles Rado en 1933, et qui regroupe nombre de photographes originaires d’Europe centrale, comme Émile Savitry, Serge de Sazo, Ergy Landau, Ylla et Brassaï.
Ses images sont largement publiées dans les revues et magazines Arts et métiers graphiques, Vu, Bifur, Life, Mieux vivre…
En 1955, Edward Steichen la sélectionne pour participer à la célèbre exposition The Family of Man au Museum of Modern Art à New York.

### Vie privée
L’année de son arrivée aux États-Unis, elle rencontre un architecte suisse, Adrien-Émile Dumas, avec qui elle se marie en 1915. Ils s'établissent à Manhattan.
De retour en France en 1925, le couple s’installe à Moisson dans les Yvelines où il achète une maison rue de l’Abreuvoir,.

## Archives
Ses photographies sont conservées, archivées et distribuées par Rapho.

## Expositions
Liste non exhaustive
- 1955 : The Family of Man au MoMa, New York.
- 2009 : Elles@centrepompidou, Artistes femmes dans les collections du MNAM, centre Georges-Pompidou, Paris.
- 2013 : La Volonté de bonheur, témoignages photographiques du Front populaire 1934-1938, avec des photographies de Brassaï, Robert Capa, Henri Cartier-Bresson, Robert Doisneau, Nora Dumas, Gisèle Freund, André Kertész, François Kollar, Sam Lévin, Éli Lotar, Willy Ronis, David Seymour…, Pavillon populaire, Montpellier.
- 2019 : Photographie, arme de classe, centre Georges-Pompidou, Paris[9].